# OMSI 2 - Der Omnibussimulator
O OMSI 2 - Der Omnibussimulator, ou simplesmente OMSI 2, é um simulador de ônibus para computador lançado em 12 de dezembro de 2013. Foi desenvolvido por Marcel Kuhnt e Rüdiger Hülsmann da MR-Software e é distribuído pela Aerosoft.

## História
Desta vez, o OMSI não apenas apresenta novos veículos e rotas, mas também nos transporta para uma parte da Alemanha Ocidental pouco antes da queda do Muro de Berlim, que separou a capital em 09 de Novembro de 1989. Algumas linhas, que, antes dessa data (pré-novembro de 1989), só iam até o limite do muro no lado Ocidental, após a queda do muro, permitem ao jogador acessar Berlim Oriental.  Observando pela janela do ônibus, é notável a diferença entre os dois lados da capital. Enquanto o lado Ocidental era pavimentado e movimentado, o lado Oriental apresentava um aspecto de abandono, com casas antigas e ruas malcuidadas. O sistema cronológico do jogo também demonstra as diferenças nas moedas em circulação até o ano de 1994, quando ocorreram reformas significativas no sistema de transporte de Berlim.

### Mapas
O OMSI 2 conta com dois mapas básicos: 
- Grundorf: Um pequeno vilarejo fictício que foi feito para o jogador praticar sua condução;
- Berlin-Spandau 1986-1994: Recriação da região Spandau em Berlim e dos eventos históricos ocorridos entre 1986 e 1994.

### Ônibus
A Nova versão do simulador conta com os já conhecidos MAN SD 200 e SD 202 e agora também com o MAN NG 272 (Articulado) e o MAN NL 202 (Ônibus Single-Deck) ainda conta com o Mercedes-Benz O305 (Não-Jogável).

### Addons
Mesmo sendo pouco conhecido, o OMSI dispõe de vários addons e conteúdos extras, a maioria deles são freeware (gratuitos) e são feita pelos próprios jogadores, que criam ônibus, mapas ou sons de um motor específico. Também há os addons payware (pagos) que são grandes recriações detalhadas de cidades europeias (como por exemplo, Viena-Wien e Hamburgo-Hamburg) e ônibus (Mercedes-Benz O305).

### Sucesso
Por ser um jogo totalmente aberto a modificações (mods) o mesmo fez e faz muto sucesso entre os amantes do hobby, desde mapas até novos ônibus que são aceitos pelo jogo, isto fez com que apesar de possuir gráficos não muito detalhados, a aceitação fosse imediata.